# Ignacio González King
Ignacio González King (Resistencia, 23 de março de 1980) é um tenista profissional argentino. Em 2005, ficou com o vice-campeonato da chave de duplas do Brasil Open de Tênis. Este um torneio da série ATP.